# Економіка інків
Економіка інків — комплекс галузей господарства імперії інків Тауантінсую, що відповідала державній структурі й була спрямована на нормальне функціонування адміністративного механізму.

## Галузі
Основою економіки інкської держави складало землеробство. Власником усі землі був Сапа Інка (імператор). Всі оброблювані земельні угіддя громад завжди ділилися на три основні частини: «землі Інки» (володар держави особисто, а іноді через спеціальних чиновників розпоряджався, куди піде зібраний з цієї частини землі врожай), «землі Сонця» (урожай з них йшов в розпорядження жерців і на потреби культу), землі громади (врожай йшов на задоволення потреб її мешканців).
Іншою важливою галуззю було скотарство. Інки розводили свійських тварин — ламу, альпаку, морських свинок. Водночас відбувалося полювання на диких тварин гуанако та вікуньї. Від них отримувалося м'ясо, шкіра, кістки, вовна. 
Окремою галуззю економіки було рибальство. Ним займалося населення біля оз. Тітікака та тихоокеанського узбережжя. Інки користувалися гачками, мережами, пастками і нічними смолоскипами, при світлі яких вони майстерно вбивали залучену їх світлом рибу за допомогою стріл. Човни будувалися з щільно пов'язаних стебел очерету тотора. Човен має п'ять або шість футів в довжину і близько два фути завширшки. На її жовтому корпусі кріпилися дві невеликі щогли, підтримуючі вітрило, також виготовлений з тотора. У Тихому океані діяв рибальський флот з бальсових плотів з вітрилом.
Третьою важливою галуззю було ремісництво, яке складалося з ткацтва, створення керамічних виробів, металургії та ювелірного мистецтва. Вони увібрали в себе традиції підкорених інками андських народів та держав. В результаті вдосконалення досягли високого рівня майстерності. В імперії діяли відповідні майстерні з виробу одягу, взяття, килимів, торб, посуду, іграшок, зброя, сільськогосподарський інвентар, виробів з міді, срібла та золота та ін.
Одним з основних принципів суспільства інків був принцип самозабезпечення. Родина кожного пуреха харчувалася тими сільськогосподарськими продуктами, які вона виробляла на своєму наділі землі (тупу). Вона одягалася в тканини, які були виткані з вовни, отриманої від домашніх лам. В такій же мірі повинні були самі себе забезпечувати кожна громада, кожна провінція. Самозабезпечення всіх ланок системи інків було одним з основних законів імперії Тауантінсую.

## Торгівля
Внутрішня торгівля в державі здійснювалася на базарах (кату), де відбувався обмін товарами, оскільки грошей в інків не було. Гіпотези стосовно представлення листя коки у вигляді грошей імперії не отримала достатнього підтвердження. Зовнішня торгівля здійснювалася через катукамайоків.

## Шляхи та канали
Економічному розвитку та торгівлі в державі інків сприяли добре розгалужена система каналів та доріг. Іригаційна система інків досягла дуже високого рівня, завдяки чому поля у громадах-айлью давали високий врожай, а череди лам та альпак могли отримувати належне годування. Чудово функціонували акведуками, що надавали чисту воду у міста імперії.
Гарно налагоджена транспортна система у вигляді облаштованих шляхів та мостів сприяла пересуванню торгівці та членів громад для перевезенню товарів на базари або за межи держави інків. Уздовж них розташовувалися великі заїжджі двори (тамбо), склади і сховища.

## Податки
Податки збиралися у натуральному вигляді або частіше здійснювалися у вигляді міти. За збором податі, чесним виконуванням пурехами (головами родин) свої податкових зобов'язань стежили кураки селищ, які від імені держави брали податки від платника податків та передавали їх державному складальникові податків («тукуй рікоку») або його заступнику на місцях під час відвідин ними селищ. Податкові зобов'язання жителів, а також доходи імперії від збору податі «записувалися» за допомогою кіпу.